# 萬縣陳家壩機場
萬縣陳家壩機場是重慶市的一個機場，位於萬縣陳家壩。

## 历史
民國21年(1932年)，中國航空公司在臨近長江的萬縣陳家壩新建飛機場，以郵政運輸為主，兼營客運，使萬縣成為漢渝航線停落站之一。機場位於萬縣老城東南面的長江對岸，機場東北西南朝向，長400公尺，寬100公尺。民國25年(1936年)4月6日，蔣中正乘「民來」輪從宜昌至萬縣，曾專程視察南岸軍用飛機場。